# Mittelfränkisch
Mittelfränkisch ist eine Dialektgruppe, die gemeinsam mit dem südöstlich angrenzenden Rheinfränkischen dem Westmitteldeutschen zugeordnet wird. Das Mittelfränkische ist nicht mit dem Ostfränkischen im bayerischen Bezirk bzw. Regierungsbezirk Mittelfranken identisch.
Der Rheinische Fächer ist die Sammlung der Isoglossen, die die Sprachgrenzen zwischen den besagten Varietäten untereinander und zu den umgebenden Sprachräumen beschreibt. Seine nördlichste, die Einheitsplurallinie, gilt nach Norden und Osten als die Grenze zu den westfälischen Mundarten, während die Uerdinger Linie quer durch den ripuarischen Sprachraum verläuft, ebenso wie die Benrather Linie. Sie begrenzt hier den niederfränkischen Sprachraum nach Süden.

## Gliederung
- Ripuarisch (in der Literatur des 18. und frühen 19. Jh. oft noch allein als Mittelfränkisch bezeichnet), wozu auch Kölsch zählt. Es wird gesprochen im südwestlichen Nordrhein-Westfalen, am nordwestlichen Rand von Rheinland-Pfalz, in der nördlichen Hälfte Ostbelgiens, sowie im Südzipfel der Niederlande.
- Moselfränkisch, gesprochen in Nordrhein-Westfalen im Siegerland, großen Teilen von Rheinland-Pfalz, im nordwestlichen Saarland und im Süden Ostbelgiens (St. Vith, Burg-Reuland).
  - Lothringisch wird gesprochen in Frankreich im Département Moselle.
  - Luxemburgisch, auch Lëtzebuergesch, gesprochen im Luxemburg, in Belgien im Areler Land und im angrenzenden Frankreich.
  - Siebenbürgisch-Sächsisch
- ursprüngliches Zipser Sächsisch im engeren Sinne, ältester deutscher Hauptdialekt in der Oberzips aus Zipser Oberländisch und Niederländisch (vorwiegend moselfränkisch, auch ripuarisch geprägte Merkmale, mehr ostmitteldeutsche Elemente als Siebenbürgisch-Sächsisch).